# Eliminatórias da Copa do Mundo FIFA de 2018 - Ásia (primeira fase)
Esta página apresenta os resultados das partidas da primeira fase das eliminatórias asiáticas para a Copa do Mundo FIFA de 2018.

## Formato
Um total de 12 seleções (ranqueados entre 35–46 no Ranking da FIFA) disputaram partidas de ida e volta para definir os seis classificados para a segunda fase.

## Sorteio
O sorteio para esta fase ocorreu em 10 de fevereiro de 2015 na sede da AFC em Kuala Lumpur na Malásia.
As 12 seleções foram divididas em dois Potes. O Pote 1 contém as equipes ranqueadas entre as posições 35–40, e o Pote 2 contém as equipes ranqueadas entre as posições 41–46. Esta divisão foi baseada no Ranking da FIFA de janeiro de 2015 (mostrado entre parenteses).
| Pote A | Pote B                                                                                            |
| --- | ------------------------------------------------------------------------------------------------- |
| 1. Índia (171) 2. Sri Lanka (172) 3. Iêmen (176) 4. Camboja (179) 5. Taipé Chinês (182) 6. Timor-Leste (185) | 1. Nepal (186) 2. Macau (186) 3. Paquistão (188) 4. Mongólia (194) 5. Brunei (198) 6. Butão (209) |

## Partidas
| Equipe 1     | Total  | Equipe 2  | 1.º jogo | 2.º jogo |
| ------------ | ------ | --------- | -------- | -------- |
| Índia        | 2–0    | Nepal     | 2–0      | 0–0      |
| Iêmen        | 3–1    | Paquistão | 3–1      | 0–0      |
| Timor-Leste  | 0–6[C] | Mongólia  | 0–3      | 0–3      |
| Camboja      | 4–1    | Macau     | 3–0      | 1–1      |
| Taipé Chinês | 2–1    | Brunei    | 0–1      | 2–0      |
| Sri Lanka    | 1–3    | Butão     | 0–1      | 1–2      |

| 12 de março de 2015 | Índia            | 2 – 0     | Nepal | Estádio Atlético Indira Gandhi, Guwahati |
| 19:00 (UTC+5:30)    | Chhetri 53', 70' | Relatório |       | Público: 11 200 Árbitro: UZB Aziz Asimov |

| Índia | Nepal |

| 17 de março de 2015 | Nepal | 0 – 0     | Índia | Estádio Dasarath Rangasala, Catmandu         |
| 15:30 (UTC+5:45)    |       | Relatório |       | Público: 10 500 Árbitro: QAT Khamis Al-Marri |

| Nepal | Índia |

Índia venceu por 2–0 no placar agregado e avançou a segunda fase.
| 12 de março de 2015 | Iêmen                                    | 3 – 1     | Paquistão        | Estádio Grand Hamad, Doha (Catar)[a]        |
| 18:30 (UTC+3)       | Al-Matari 3' · Boqshan 56' · Al-Sasi 69' | Relatório | Bashir 67' (pen) | Público: 300 Árbitro: JOR Mohammad Abu Loum |

| Iêmen | Paquistão |

| 23 de março de 2015 | Paquistão | 0 – 0     | Iêmen | Estádio Cidade do Esporte Khalifa, Madinat 'Isa, (Bahrein)[b] |
| 18:30 (UTC+3)       |           | Relatório |       | Público: 2 200 Árbitro: IRQ Ali Al Qaysi                      |

| Paquistão | Iêmen |

Iêmen venceu por 3–1 no placar agregado e avançou a segunda fase.
| 12 de março de 2015 | Timor-Leste                                       | 0 – 3[C]  | Mongólia        | Estádio Nacional, Díli                       |
| 16:00 (UTC+9)       | Quito 4', 7' · Rodrigo Silva 84' · Jairo Neto 85' | Relatório | Batmönkhiin 87' | Público: 9 000 Árbitro: THA Sivakorn Pu-Udom |

| Timor-Leste | Mongólia |

| 17 de março de 2015 | Mongólia | 3 – 0[C]  | Timor-Leste      | Centro de Futebol MFF, Ulaanbaatar  |
| 16:00 (UTC+8)       |          | Relatório | Patrick Alves 9' | Público: 5 000 Árbitro: CHN Wang Di |

| Mongólia | Timor-Leste |

Timor-Leste venceu por 5–1 no placar agregado e avançou a segunda fase.
| 12 de março de 2015 | Camboja                             | 3 – 0     | Macau | Army Stadium, Phnom Penh                |
| 16:00 (UTC+7)       | Vathanaka 63', 80' · Laboravy 90+4' | Relatório |       | Público: 8 000 Árbitro: HKG Ho Wai Sing |

| Camboja | Macau |

| 17 de março de 2015 | Macau                   | 1 – 1     | Camboja         | Estádio Campo Desportivo, Taipa               |
| 20:00 (UTC+8)       | Leong Ka Hang 52' (pen) | Relatório | Chantha Bin 29' | Público: 1 000 Árbitro: OMA Yaqoob Abdul Baki |

| Macau | Camboja |

Camboja venceu por 4–1 no placar agregado e avançou a segunda fase.
| 12 de março de 2015 | Taipé Chinês | 0 – 1     | Brunei  | Estádio Nacional, Kaohsiung                 |
| 19:00 (UTC+8)       |              | Relatório | Adi 36' | Público: 6 273 Árbitro: IND Rowan Arumughan |

| Taipé Chinês | Brunei |

| 17 de março de 2015 | Brunei | 0 – 2     | Taipé Chinês                 | Estádio Sultão Hassanal Bolkiah, Bandar Seri Begawan |
| 20:15 (UTC+8)       |        | Relatório | Wang Rui 37' · Chu En-le 52' | Público: 18 000 Árbitro: KSA Turki Alkhudhayr        |

| Brunei | Taipé Chinês |

Taipé Chinês venceu por 2–1 no placar agregado e avançou a segunda fase.
| 12 de março de 2015 | Sri Lanka | 0 – 1     | Butão        | Estádio Sugathadasa, Colombo        |
| 15:00 (UTC+5:30)    |           | Relatório | T. Dorji 82' | Público: 3 500 Árbitro: CHN Fu Ming |

| Sri Lanka | Butão |

| 17 de março de 2015 | Butão                | 2 – 1     | Sri Lanka    | Estádio Changlimithang, Thimbu              |
| 16:00 (UTC+6)       | C. Gyeltshen 6', 90' | Relatório | Madushan 34' | Público: 15 000 Árbitro: KSA Marai Al-Awaji |

| Butão | Sri Lanka |

Butão venceu por 3–1 no placar agregado e avançou a segunda fase.